# Christian Friedrich Garmann

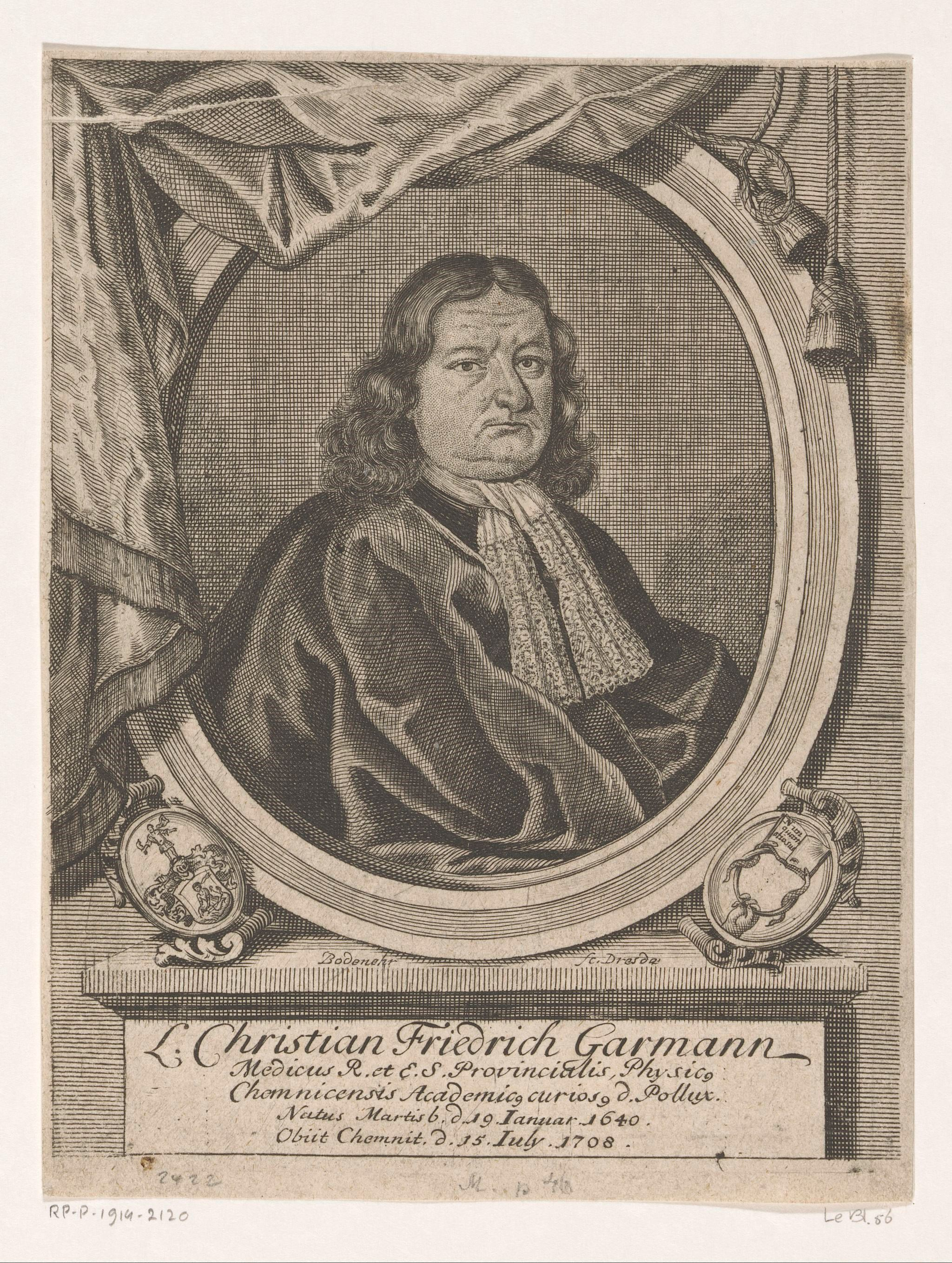
Christian Friedrich Garmann

Christian Friedrich Garmann (* 19. Januar 1640 in Merseburg; † 18. Juli 1708 in Chemnitz) war ein deutscher Mediziner und Stadtphysicus in Chemnitz.

## Leben
Christian Friedrich Garmann studierte Medizin an der Universität Leipzig und wirkte nach seiner Promotion bis zu seinem Lebensende als Stadtphysicus in Chemnitz.
Am 26. Juni 1668 wurde Christian Friedrich Garmann mit dem akademischen Beinamen Pollux I. unter der Matrikel-Nr. 30 als Mitglied in die Academia Naturae Curiosorum, die heutige Deutsche Akademie der Naturforscher Leopoldina, aufgenommen.
Die Glaubenskongregation der römisch-katholischen Kurie setzte 1678 Garmanns Werk De miraculis mortuorum auf den Index der verbotenen Bücher.
Der Mediziner Immanuel Heinrich Garmann war sein Sohn.

## Schriften
- De miraculis mortuorum. Kirchner, Leipzig 1670 Digitalisat